# De Mysteriis Dom Sathanas
De Mysteriis Dom Sathanas este albumul de debut al formației Mayhem. A fost lansat la zece ani de la înființarea formației și este considerat a fi unul dintre cele mai influente albume black metal din toate timpurile. Albumul este dedicat lui Euronymous.

## Istoric
Lucrul la album a început încă din 1988, o dată cu venirea lui Dead (care a scris majoritatea versurilor) și Hellhammer. Înregistrarea și lansarea au fost mult amânate datorită evenimentelor petrecute ulterior. În 8 aprilie 1991 Dead se sinucide tăindu-și venele și împușcându-se în cap cu o pușcă. Fiind foarte afectat de moartea lui Dead, Necrobutcher părăsește formația. Mayhem rămăsese cu doar doi membri, Euronymous și Hellhammer. În locul lui Dead a venit Occultus, care a preluat de asemenea și chitara bas, dar acesta a părăsit repede formația. În 1993 se alătură formației Attila Csihar de la Tormentor ca solist vocal, Count Grishnackh de la Burzum la chitară bas și Blackthorn de la Thorns ca al doilea chitarist (de asemenea, acesta a finalizat versurile începute de Dead). În această componență Mayhem înregistrează albumul.
În 10 august 1993 Count Grishnackh îl ucide pe Euronymous. Grishnackh împreună cu Blackthorn au mers acasă la Euronymous; între Grishnackh și Euronymous s-a produs o altercație în urma căreia Grishnackh l-a înjunghiat și ucis pe Euronymous. Grishnackh a fost arestat și ulterior condamnat la 21 de ani de închisoare pentru omor și incendierea a patru biserici. Blackthorn a fost de asemenea condamnat la 8 ani de închisoare sub acuzația de complice la crimă. Atilla se întoarce în Ungaria să-și finalizeze studiile. Cu doar un singur membru rămas, mai exact Hellhammer, Mayhem efectiv a încetat să existe.
În mai 1994 este lansat albumul de debut De Mysteriis Dom Sathanas. Lansarea a fost amânată de către părinții lui Euronymous care acum deveniseră proprietarii Deathlike Silence. Aceștia erau nemulțumiți de prezența ucigașului fiului lor pe album. Hellhammer i-a asigurat pe părinții lui Euronymous că va reînregistra el personal chitara bas, dar nu a făcut asta (pentru simplul motiv că nu știa să cânte la chitară), așa că varianta finală a albumului a rămas cu Grishnackh la chitară bas.

## Titlul și coperta
Titlul De Mysteriis Dom Sathanas provine de la cartea cu același nume, carte a cărei existență e îndoielnică. Dead a menționat această carte în câteva interviuri, în unul dintre ele spunând:
"Titlul [De Mysteriis Dom Sathanas] provine de la o carte cu acest nume și înseamnă Ritualurile secrete ale lui Satan în latină; se crede că această carte există într-o singură copie, iar eu nu voi renunța să o caut."

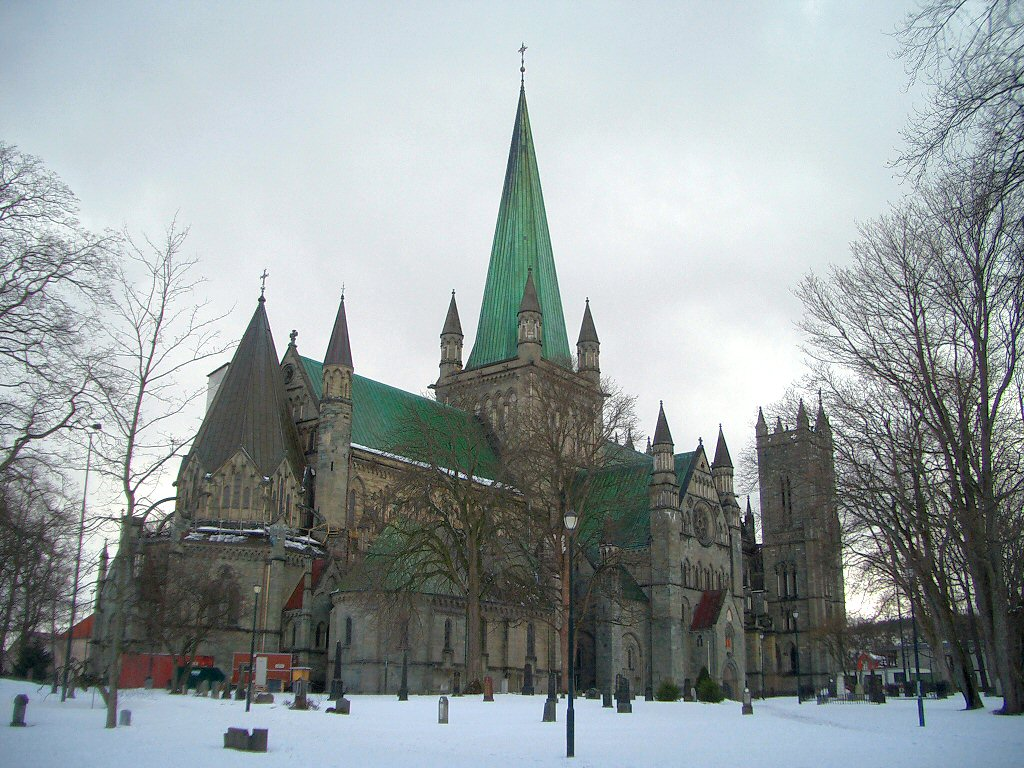
Catedrala Nidaros privită din partea de est

Titlul e scris greșit și se traduce de fapt prin Despre misterele lui Satan. Există totuși două elemente demne de menționat; primul e faptul că pe coperta originală se poate observa un punct după cuvântul dom, ceea ce sugerează că dom e prescurtarea de la domini, iar al doilea e faptul că mysteriis se poate traduce și altfel în funcție de context. Având în vedere aceste două elemente, titlul s-ar putea totuși traduce așa cum spunea Dead.
Pe coperta albumului e catedrala Nidaros din Trondheim, Norvegia privită din partea de est, una dintre cele mai frumoase biserici din Norvegia. Poliția a găsit 150 kg de dinamită în pivnița locuinței lui Count Grishnackh. Acesta a fost acuzat că, împreună cu câțiva prieteni, intenționa să distrugă catedrala cu ajutorul dinamitei, dar această acuzație nu a fost demonstrată. Grishnackh a fost totuși găsit vinovat pentru furtul și posesia dinamitei. După proces a apărut zvonul conform căruia Grishnackh și Euronymous plănuiseră să distrugă catedrala Nidaros în aceeași zi cu lansarea albumului, zvon ulterior infirmat de Grishnackh. Din cauza unei greșeli de tipărire coperta versiunii originale a ieșit albastră, nu mov așa cum ar fi trebuit. Coperta versiunii lansate de Century Media, cea mai cunoscută de altfel, este albastră.

## Recenzii și influențe
De Mysteriis Dom Sathanas este unul dintre cele mai faimoase albume black metal din toate timpurile și este considerat a fi un punct de referință în istoria acestui gen muzical. Atmosfera creată de structura repetitivă a melodiilor e sumbră și brutală, imortalizând perfect ideologia black metal. Riff-urile lui Euronymous și prestația lui Hellhammer sunt excelente, în schimb părerea generală e că Attila nu se ridică la nivelul lui Dead.
Revista Terrorizer a clasat De Mysteriis Dom Sathanas pe primul loc în clasamentul "Cele mai bune 40 de albume black metal". Aceeași revistă a inclus albumul în lista "Cele mai importante 100 de albume ale anilor '90". Site-ul IGN a inclus albumul în lista "Cele mai bune 10 albume black metal".

## Lista pieselor
1. "Funeral Fog" - 05:47
2. "Freezing Moon" - 06:23
3. "Cursed In Eternity" - 05:10
4. "Pagan Fears" - 06:21
5. "Life Eternal" - 06:57
6. "From The Dark Past" - 05:27
7. "Buried By Time And Dust" - 03:34
8. "De Mysteriis Dom Sathanas" - 06:22

## Personal
- Attila Csihar - vocal
- Euronymous - chitară
- Hellhammer - baterie
- Count Grishnackh - chitară bas
- Blackthorn - a doua chitară (sesiune)